# Азия
Азия е най-големият и най-населеният континент на планетата Земя. Той заема 30% от сушата (8,7% от цялата повърхност на Земята) и има население, надхвърлящо 4 милиарда души. Това представлява около 60% от човешката популация. Площта ѝ е 44 580 000 km².
Азия се помества предимно в източното полукълбо и северното полукълбо.
Границите не са строго определени, най-вече тази с Европа. За граница между Азия и Африка се смята Суецкият канал, а тази с Европа минава по планината Урал, река Емба, Каспийско море, Кавказ, по Черно море, Босфора, Мраморно море, по протока Дарданели и Егейско море. Континентът има пряк излаз на три океана: на север – Арктичния; на изток – Тихия, а на юг – Индийския океан.
Взимайки предвид размера и разнообразието ѝ, Азия е топоним, датиращ още от древността – повече е като културна концепция, обединяваща различни региони и хора, отколкото еднородно цяло (виж Субрегиони в Азия и Азиатци).

## Дефиниране и граници
Три океана – Северен ледовит, Тихи и Индийски океан, оформят бреговата линия на континента, дълга около 80 000 km. На запад Азия има широка връзка с Европа и заедно с нея образува най-голямата суша на Земята, наречена Евразия. На югозапад Азия се свързва с Африка чрез тесния Суецки канал. На юг, в Индийския океан, са вдадени трите най-големи полуострова на континента – Арабски, Индостан и Индокитай. Бреговете ѝ са относително слабо разчленени.

## История
За египтяните Азия (Сет Шет) представлявала земите, които започват там, където свършва Синай, и продължават на изток, простирайки се до безкрая като продължение на земите на великите цивилизации.
Връзки с Азия се осъществяват още от праисторическия период; семитските завоеватели придават на египетския език завършен вид. Влиянията на културите от Близкия изток се чувстват осезаемо през Додинастическия период и се появяват не толкова по мирен път чрез търговските контакти, колкото в резултат на нашествията. Връзките на Египет с Азия от историческата епоха са често от военен характер и за да се защитят от съседите разрушители на изток, египтяните от Старото царство се изолират в богатата си долина, която за прекалено бедните съседи представлявала съсредоточие на изкушенията.
Азия е необходима на Египет с богатствата, които той черпи от Сирия и Финикия: дървесина от Ливан, скъпоценни камъни, метали и сплави от първа необходимост като мед, бронз, сребро, а по-късно и желязо. В действителност частта от Азия, която египтяните от Старото царство познавали, покривала Синай и крайбрежната ивица, населявана от ханаанците. Владетелите от Средното царство не разпростират по-далече обсега на своите връзки и чрез посредници опознават другата велика култура – на Месопотамия. Азиатските племена на хиксосите слагат край на разпадащия се Египет и основават разпростиращата се на два континента държава – на територията на Египет и Палестина (виж Ханаан).
По време на Новото царство, завладявайки Азия, египтяните я опознават непосредствено и по-задълбочено. Палестина е превърната в провинция, финикийците и сирийците са покорени, а непознати дотогава далечни народи, както древни, така и млади, стават непосредствени съседи на египтяните: хетите на север, митанийците (при които фараоните от XVIII династия отиват да си търсят съпруги от царско потекло), на изток – асирийците и вавилонците, които изиграват огромна роля в египетската история. От Асирия пристигат първите „ненавистни азиатци“, които ще се настанят по земите на „Та-мери“ (Обичаната земя – едно от имената на Египет), останала незасегната от основаването на Новото тиванско царство. С идването на персите азиатският свят се разрасва още повече и Египет остава само провинция в огромната империя, преди да извоюва отново независимост под управлението на чужди, но вече египтизирани династии – лагидите.

## Държави и територии
| Държава или територия                                          | Площ, km²  | Население (2014) | Гъстота на населението, д./km² | Столица                  |
| -------------------------------------------------------------- | ---------- | ---------------- | ------------------------------ | ------------------------ |
| Средна Азия:                                                   | 3 732 127  |                  | 16,3                           |                          |
| Казахстан                                                      | 2 455 027  | 17 100 000       | 5,7                            | Астана                   |
| Киргизстан                                                     | 198 500    | 5 550 900        | 24,3                           | Бишкек                   |
| Таджикистан                                                    | 143 100    | 8 000 000        | 47,0                           | Душанбе                  |
| Туркменистан                                                   | 488 100    | 5 240 000        | 9,6                            | Ашхабат                  |
| Узбекистан                                                     | 447 400    | 30 183 400       | 57,1                           | Ташкент                  |
| Източна Азия:                                                  | 11 839 773 |                  | 131,4                          |                          |
| Китайска народна република                                     | 9 641 938  | 1 400 020 000    | 137,9                          | Пекин                    |
| Хонг Конг (Специален административен регион на КНР)            |            |                  |                                |                          |
| Монголия                                                       | 1 565 000  | 2 754 685        | 1,7                            | Улан Батор               |
| Северна Корея                                                  | 120 540    | 24 895 000       | 184,4                          | Пхенян                   |
| Република Китай (Тайван)                                       | 35 980     | 23 360 147       | 626,7                          | Тайпе                    |
| Южна Корея                                                     | 98 480     | 50 219 669       | 490,7                          | Сеул                     |
| Япония                                                         | 377 835    | 127 300 000      | 336,1                          | Токио                    |
| Макао (Специален административен регион на КНР)                |            |                  |                                |                          |
| Северна Азия:                                                  | 13 115 400 |                  | 2,4                            |                          |
| Русия                                                          | 13 115 400 | 39 130 000       | 2,4                            | Москва                   |
| Югоизточна Азия:                                               | 4 510 885  |                  | 127,8                          |                          |
| Бруней                                                         | 5770       | 393 162          | 66,1                           | Бандар Сери Бегаван      |
| Виетнам                                                        | 331 690    | 90 388 000       | 259,6                          | Ханой                    |
| Източен Тимор                                                  | 15 007     | 1 066 109        | 73,8                           | Дили                     |
| Индонезия                                                      | 1 919 440  | 260 640 326      | 120,1                          | Джакарта                 |
| Камбоджа                                                       | 181 035    | 15 135 000       | 74,0                           | Пном Пен                 |
| Кокосови острови                                               | 14         | 676              | 42                             | Уест Айлънд              |
| Лаос                                                           | 236 800    | 6 580 800        | 28,2                           | Виентян                  |
| Малайзия                                                       | 329 847    | 29 792 900       | 84,2                           | Куала Лумпур             |
| Мианмар                                                        | 676 578    | 53 259 000       | 70,3                           | Найпидо                  |
| Остров Рождество                                               | 135        | 1493             | 8,2                            | Флаинг Фиш Коув          |
| Сингапур                                                       | 704        | 5 400 200        | 6545,7                         | Сингапур                 |
| Тайланд                                                        | 514 000    | 67 926 260       | 127,4                          | Банкок                   |
| Филипини                                                       | 300 000    | 100 639 000      | 308,9                          | Манила                   |
| Южна Азия:                                                     | 5 137 758  |                  | 302,4                          |                          |
| Афганистан                                                     | 647 500    | 25 500 100       | 42,9                           | Кабул                    |
| Бангладеш                                                      | 147 570    | 152 518 015      | 1040,5                         | Дака                     |
| Бутан                                                          | 38 394     | 740 700          | 17,8                           | Тхимпху                  |
| Индия                                                          | 3 287 263  | 1 250 330 000    | 349,2                          | Делхи                    |
| Малдиви                                                        | 300        | 317 280          | 1263,3                         | Мале                     |
| Непал                                                          | 147 181    | 26 494 504       | 200,5                          | Катманду                 |
| Пакистан                                                       | 803 940    | 190 780 000      | 208,7                          | Исламабад                |
| Шри Ланка                                                      | 65 610     | 20 277 597       | 322,0                          | Шри Джаяварданапура Коте |
| Югозападна Азия:                                               | 6 169 191  |                  | 45,2                           |                          |
| Абхазия (Частично призната, не е в ООН)                        | 8600       | 242 862          | 29                             | Сухуми                   |
| Азербайджан                                                    | 86 600     | 9 235 100        | 105,8                          | Баку                     |
| Акротири и Декелия                                             | 254        | 15 700           |                                | Епископи                 |
| Армения                                                        | 29 743     | 3 024 100        | 108,9                          | Ереван                   |
| Бахрейн                                                        | 665        | 1 234 570        | 987,1                          | Манама                   |
| Израел                                                         | 20 770     | 8 092 700        | 290,3                          | Йерусалим                |
| Ирак                                                           | 437 072    | 35 035 000       | 54,9                           | Багдад                   |
| Иран                                                           | 1 648 195  | 78 100 000       | 42,8                           | Техеран                  |
| Йемен                                                          | 527 970    | 24 527 000       | 35,4                           | Сана                     |
| Йордания                                                       | 92 300     | 6 509 900        | 57,5                           | Аман                     |
| Катар                                                          | 11 437     | 2 035 106        | 69,4                           | Доха                     |
| Кипър                                                          |            |                  | 83,9                           | Никозия                  |
| Кувейт                                                         | 17 820     | 3 582 054        | 118,5                          | Кувейт                   |
| Ливан                                                          | 10 452     | 4 822 000        | 353,6                          | Бейрут                   |
| Нагорни Карабах (Частично призната, не е в ООН)                |            |                  |                                | Степанакерт              |
| Обединени арабски емирства                                     | 82 880     | 8 264 070        | 29,5                           | Абу Даби                 |
| Оман                                                           | 212 460    | 3 929 000        | 12,8                           | Маскат                   |
| Палестинска автономия (Частично призната, „observer“ е на ООН) | 6257       | 4 420 549        | 683,5                          | Рамала                   |
| Саудитска Арабия                                               | 1 960 582  | 30 195 895       | 12,0                           | Рияд                     |
| Грузия                                                         |            |                  |                                | Тбилиси                  |
| Северен Кипър (Частично призната, не е в ООН)                  |            |                  |                                | Никозия                  |
| Сирия                                                          | 185 180    | 21 898 000       | 92,6                           | Дамаск                   |
| Турция                                                         | 759 798    | 69 697 738       | 82,6                           | Анкара                   |
| Южна Осетия (Частично призната, не е в ООН)                    |            |                  |                                | Цхинвали                 |
| Азия                                                           | 44 505 120 |                  | 91,1                           |                          |

1. 1 2 3 4 5  Частично в Европа; включени са само данните за азиатската част на страната.
2. ↑  Частично в Океания; включени са само данните за азиатската част на страната.

### Държави с променени имена
Голяма част от страните в Азия претърпяват съществени промени
| Предишно име                                           | Години                                     | Настоящо име                                                                           |
| ------------------------------------------------------ | ------------------------------------------ | -------------------------------------------------------------------------------------- |
| Доминион Индия, преди това Британска Индия             | 1950                                       | Република Индия                                                                        |
| Провинция Източна Бенгалия                             | 1905 – 1911 и 1947 – 1955 1955 – 1971 1971 | Източен Пакистан Народна република Бангладеш                                           |
| Демократична Кампучия                                  | 1975                                       | Кралство Камбоджа                                                                      |
| Китайска империя на династията Цин                     | 1912 1949                                  | Република Китай Народна република Китай                                                |
| Португалски Тимор                                      | 1975 2002                                  | Тимор Тимур (провинция в Индонезия) Демократична република Източен Тимор               |
| Холандски Източни Индии                                | 1949                                       | Република Индонезия                                                                    |
| Персия                                                 | 1935 1979                                  | Иран Ислямска република Иран                                                           |
| Трансйордания                                          | 1946                                       | Кралство Йордания                                                                      |
| Киргизка ССР (СССР)                                    | 1991                                       | Република Киргизстан                                                                   |
| Федерация Малайзия, Северно Борнео, Саравак и Сингапур | 1963 1965                                  | Малайзия (включва Сингапур) Малайзия и Сингапур (две отделни държави)                  |
| Бирма                                                  | 1989                                       | Съюз Мианмар                                                                           |
| Мускат                                                 | 1971                                       | Султанство Оман                                                                        |
| Доминион Пакистан                                      | 1947 – 1956 1956 – 1970 1971               | Ислямска държава Западен Пакистан Ислямска република Пакистан                          |
| Филипински острови                                     | 1946                                       | Република Филипини                                                                     |
| Кралство Хеджаз – Нежд                                 | 1932                                       | Кралство Саудитска Арабия                                                              |
| Цейлон                                                 | 1972                                       | Демократична социалистическа република Шри Ланка                                       |
| Таджикска ССР (СССР)                                   | 1991                                       | Република Таджикистан                                                                  |
| Сиам                                                   | 1939                                       | Кралство Тайланд                                                                       |
| Османска империя                                       | 1923                                       | Република Турция                                                                       |
| Туркменска ССР (USSR)                                  | 1991                                       | Туркменистан                                                                           |
| Договорен Оман                                         | 1971                                       | Обединени Арабски Емирства                                                             |
| Френски Индо-Китай                                     | 1949                                       | Кралство Камбоджа Народнодемократична република Лаос Социалистическа република Виетнам |
| Народна демократична република Йемен и Южен Йемен      | 1990                                       | Република Йемен                                                                        |

## Икономика
Азия е третият континент по размер на брутния вътрешен продукт (БВП) по номинална стойност след Северна Америка и Европа и първият, при отчитане на покупателната способност. Към 2007 г. държавите с най-голям БВП са Китай, Япония, Индия, Южна Корея и Индонезия. От средата на 20 век Япония, малко по-късно Южна Корея и Тайван, а в края на века и големи страни като Индия и Китай отбелязват продължителни периоди на бърз икономически растеж. Част от тях се превръщат от изостанали развиващи се страни в едни от водещите икономики в света. В някои страни, като Саудитска Арабия, Кувейт, Обединените арабски емирства, Бруней, през 20 век е реализиран значителен растеж и на базата на експлоатация на богатите природни ресурси, най-вече нефт и природен газ.
В продължение на голяма част от човешката история до 19 век Китай е най-голямата икономика в света. През втората половина на 20 век Япония се превръща във втората икономика в света след Съединените щати, изпреварвайки Западна Германия през 1968 г. и Съветския съюз през 1986 г. В началото на 90-те години БВП на Япония е почти равен на този на всички останали страни в Азия взети заедно, а за кратко през 1995 г. почти се изравнява с този на САЩ.
Повечето азиатски държави участват в поне една от няколкото големи международни организации за икономическо сътрудничество – Азиатско-тихоокеанско икономическо сътрудничество, Асоциация на страните от Югоизточна Азия, Съвет за сътрудничество на арабските държави от Персийския залив, Общност на независимите държави, Асоциация за регионално сътрудничество в Южна Азия.

## Любопитни факти
- Най-голяма държава: Русия
- Най-малка държава: Малдиви
- Най-висока точка: връх Еверест – 8848 m (Китай/Непал)
- Най-ниска точка: депресията на Мъртво море – 420 m под м.р. (Израел)
- Най-дълга река: Яндзъ – 6380 km (Китай)
- Най-голямо езеро: Каспийско море – 378 400 km2
- Най-големи валежи (средно годишно): Подножието на Хималаите (Черапунджи) – 11 430 mm (12 m)

## Езици
Азия е дом на стотици езици, групирани в няколко големи езикови групи. Съществуват и няколко изолирани езика, сред които най-големи са японският и корейският. В някои азиатски държави има повече от един официален език. По данни на Етнолог в Индонезия има над 600 езика, в Индия над 800 и във Филипините над 100.
В Азия се говорят 23 от 30 най-говорени езика в света, като само владеещите мандарински китайски като майчин или първи чужд надхвърлят 1 милиард. Арабският се владее от над 220 милиона, но по-голямата част от използващите го са в Африка. Руският продължава широко да се използва в страните от бившия Съветски съюз, а английският е официален език в няколко азиатски държави.
| Език                 | Езикова група         | Брой говорещи (1996) | Държави                                        |
| -------------------- | --------------------- | -------------------- | ---------------------------------------------- |
| Мандарински китайски | Сино-тибетска         | 885 милиона          | Китай                                          |
| Хиндустани           | Индоарийска           | 474 милиона          | Индия · Пакистан                               |
| Бенгали              | Индоарийска           | 189 милиона          | Бангладеш · Индия                              |
| Руски                | Славянска             | 170 милиона          | Русия                                          |
| Японски              | изолиран              | 125 милиона          | Япония                                         |
| Панджабски           | Индоарийска           | 88 милиона           | Индия · Пакистан                               |
| У                    | Сино-тибетска         | 77 милиона           | Китай                                          |
| Явански              | Австронезийска        | 75 милиона           | Индонезия · Източен Тимор · Малайзия · Суринам |
| Корейски             | изолиран              | 75 милиона           | Северна Корея · Южна Корея · Китай             |
| Виетнамски           | Мон-кхмерска          | 68 милиона           | Виетнам                                        |
| Телугу               | Дравидска             | 66 милиона           | Индия                                          |
| Кантонски китайски   | Сино-тибетска         | 66 милиона           | Китай                                          |
| Маратхийски          | Индоарийска           | 65 милиона           | Индия                                          |
| Тамилски             | Дравидска             | 63 милиона           | Индия                                          |
| Мин китайски         | Сино-тибетска         | 60 милиона           | Китай                                          |
| Турски               | Тюркска               | 59 милиона           | Турция · Северен Кипър                         |
| Пущунски             | Иранска               | 49 милиона           | Афганистан · Пакистан                          |
| Тагалог              | Малайско-полинезийска | 48 милиона           | Филипини                                       |
| Гуджарати            | Индоарийска           | 46 милиона           | Индия                                          |

## Религии
От Азия са тръгнали всички световни религии, а континентът е дом на мнозинството от последователи на всички нехристиянски религиозни течения. В Азия се намират единствените държави, където ислямът или християнството не са една от официалните религии.

### Авраамически религии
Авраамическите религии юдаизъм, християнство, ислям и бахайство се зараждат в Западна Азия. Юдаизмът е най-старата от тях и основно се практикува в Израел, дом на най-голямото юдейско население в света. Католицизмът е доминиращата в Източен Тимор и Филипините. В Армения, Кипър и Русия преобладава източното православие. Християнството е широко разпространено в Южна Корея, където около 25% от населението са християни. В Близкия изток, Китай и Индия се намират другите по-съществени християнски малцинства. Бахайската религия е създадена в Персия през 19 век и има около 6 милиона последователи, от които почти 4 милиона са в Азия.
Ислямът се изповядва от около 960 милиона души в Азия или почти 62% от всички мюсюлмани в света. Родината на исляма е Близкият изток, където той продължава да бъде доминиращата религия. Най-голямата в света ислямска държава е Индонезия. В Южна Азия живеят около 30% от всички мюсюлмани в света. Мюсюлманите са мнозинство в повечето държави от Централна Азия, а в Китай те наброяват между 20 и 100 милиона души.

### Дхармически религии
Основните дхармически религии хиндуизъм, будизъм, джайнизъм и сикхизъм се зараждат в Индия и бързо се разпространяват в Източна Азия. В Китай и Япония те се трансформират в конфуцианство, таоизъм и дзен будизъм. В Япония се изповядва и шинтоизмът, който се приема за изконната японска религия. Интересното за Япония е, че мнозинството от населението на страната принадлежи към повече от една религия, а някои практикуват смесица между няколко религии. Въпреки че официално Народна република Китай е атеистична страна, повечето китайци практикуват смесица между махаяна будизъм, таоизъм и конфуцианство и подобно на японците, често обявяват принадлежност към повече от една религия.
Над 80% от населението на Индия и Непал изповядва индуизма, който е разпространен и в Бангладеш, Пакистан, Бутан, Шри Ланка и Индонезия (остров Бали). Индийските малцинства в Мианмар, Сингапур и Малайзия също следва индуизма.
Будизмът е най-широко разпространен в Югоизточна и Източна Азия. Будизмът е основната религия в Камбоджа (98%), Тайланд (95%), Мианмар (89%), Бутан (75%), Шри Ланка (69%), Лаос (68%) и Монголия (50%). В Япония будизмът е религията на почти 96% от цялото население
Джайнизмът и сикхизмът са основно разпространени в Индия, където те се изповядват съответно от 4,2 милиона и 21,5 милиона. Двете религии се изповядват и от индийски преселници в други части на Азия.

### Нерелигиозност
Нерелигиозността обхваща атеистите, агностиците и всички отказващи да обявяват принадлежност към която и да е религия. Официално Виетнам, Северна Корея и Народна република Китай са изцяло атеистични държави, но част от населението продължава тайно или открито да следва някаква религия. Според различни китайски източници атеизмът в Китай обхваща между 50% и 90% от населението, докато според други той включва по-малко от половината население. В Япония и Русия нерелигиозните съставляват около 50% от жителите им, а в Азербайджан по данни на Gallup International цифрата достига 80%. В Южна Корея около 40% са нерелигиозни, което е повече от последователите на отделните религии в страната. Саудитска Арабия и Малдивите са единствените държави в Азия, където нерелигиозността е забранена, а населението се води, че е 100% мюсюлмани.

## Климатични пояси
Климатът на Азия е много разнообразен. Причина за това са простирането на континента между Северния полюс и екватора, огромната му площ, голяма отдалеченост на централните му части от ограждащите го водни басейни, особеностите на релефа.
1. Екваториален пояс – заема по-голямата част от полуостров Малака, Малайския архипелаг, южната част на остров Шри Ланка. Има само един сезон – лято. Климатът е горещ и влажен през цялата година. Средногодишните температури са високи.
2. Арктични – обхващат малка част от Северна Азия. Почвите са блатни и каменисти. Климатът е полярен. Растенията са лишеи, мъхове и животните които се срещат са бяла мечка, бял ястреб, морж, тюлен.
3. Тундра и лесотундра – обхваща Сибир. Почвите са тундрови и блатни. Климатът е субполярен. Растенията са лишеи, мъхове и боровинка. Животните са бяла мечка, полярна лисица и птици.
4. Тайга – обхваща широка ивица от Урал до Тихия океан. Климатът е умерен. Почвите са кафяви-горски. Растенията са предимно иглолистни. Животните са кафява мечка, лисица, лос, катерица и други.
5. Широколистни и смесени гори – обхваща ивица от река Амур и северните и западните части на Корейския полуостров. Почвите са кафяви-горски. Климатът е умерен. Растенията са дъб, бук, ясен, липа, люляк. Животните са елен, дива коза, фазан, синигери, сибирски тигър, сибирски леопард, петнист елен.
6. Степи и лесостепи – обхваща зони на широколистните и смесени гори и част от пустините и полупустините. Почвите са кафяви-горски и са плодородни. Климатът е умерен. Растенията са дъб, клен, ясен, бук, липа, пелин. Животните са див заек, лалугер, сова, ястреб, полска мишка.
7. Пустини и полупустини – обхващат пустините. Почвите са солени – жълтоземни. Климатът е субтропичен и тропичен. Растенията са финикова палма, бархани и други. Животните са гущер, скорпиони, камила, антилопа Оронго и други.
8. Твърдолистни гори и храсти – обхваща ивица от Амур до Средиземно море. Почвите са кафяви канелени, климатът е субтропичен. Растенията са портокали, маслини, лимони, вечно зелен дъб, кипарис и кедър. Животните са рис, зайци, чакал, бамбукова мечка и други.
9. Савани – обхващат Индостан Индокитай. Почвите са червеноземни, климатът е субекваториален. Растенията са бамбук, акация и палми. Животните са бивол, носорог, индийски слон, мангуста, маймуна, фазан, паун, читал, самбар, барасинга.
10. Влажни екваториални и тропични гори – обхващат зоните около екватора, както и Малайския архипелаг. Почвите са червеноземни. Климатът е екваториален. Растенията са бамбук, лиани; има джунгли. Животните са тапир, носорог, паун, тигър, черна пантера и други.
11. Планинска зона – обхваща всички по-високи части на континента. Почвите са кафяви-горски, а климатът е планински. Растенията са лишеи, еделвайс, каменоломка и др. Животните са дива коза, елени, вълк, винторог козел, лешояди и орли.

## Физикогеографско райониране
Континентът Азия е единствения континент на Земята, който се разполага в пределите на всички климатични прояси, от арктичния до екваториалния. Резките различия в макрорелефа на континента са обусловили неговото деление на 9 големи региона: 1. Арктически острови; 2. Западен и Среден Сибир; 3. Източен и Южен Сибир; 4. Далечен Изток; 5. Средна и Централна Азия; 6. Предноазиатски планински земи; 7. Южна Азия; 8. Югоизточна Азия и 9. Арабия – Мала Азия и Кавказки регион. Всички те от своя страна се поделят на 29 сектора, които включват 90 области и 67 подобласти.
1. Арктически острови – включват архипелазите Северна земя и Новосибирските острови и остров Врангел.
1.1. Острови от Западноазиатския сектор – включва архипелага Северна земя и други по-малки острови в Карско море. Имат обособено положение, малко по-топъл климат от Източноазиатския сектор, съвременно заледяване и са заети от полярна пустиня.
1.2. Острови от Източноазиатския сектор – включва Новосибирските острови и остров Врангел. Имат обособено положение, малко по-студен климат от Западноазиатския сектор и са заети от полярно-пустинно-планински ландшафт и полярна пустиня.
2. Западен и Среден Сибир
2.1. Западен Сибир – представлява обширна акумулативна силно заблатена равнина с умереноконтинентален климат.
2.1.1. Ямало-Гиданска област – обхваща полуостровите Ямал и Гидански.
2.1.2. Зауралска област – обхваща източните подножия на Урал.
2.1.3. Обско-Енисейска област – обхваща северните най-ниски части на Западносибирската равнина.
2.1.4. Прииртишка област – обхваща южните по-високи части на Западносибирската равнина в района на долното течение на река Иртиш.
2.2. Казахска хълмиста земя – представлява средновисока денудационна равнина с нагънати пластове и единични островни възвишения. Климатът е остроконтинентален.
2.2.1. Тургайска област – обхваща Тургайска падина, разположена между Казахската хълмиста земя на изток и планината Мугоджари на запад.
2.2.2. Хълмиста област – обхваща цялата Казахската хълмиста земя.
2.3. Северен и Среден Сибир – състои се от редуващи се равнини, хълмове и плата с остроконтинентален климат.
2.3.1. Планини Биранга – заема почти цялата територия на полуостров Таймир.
2.3.2. Северосибирска низина – простира се от запад на изток между планината Биранга на север и Средносибирското плато на юг.
2.3.3. Северна част на Средносибирското плато
2.4. Централен Сибир – представлява обширно средновисоко плато с остроконтинентален климат.
2.4.1. Ангаро-Тунгуска област – заема южната част на Средносибирското плато.
2.4.2. Енисейско възвишение – разположено покрай десния бряг на река Енисей
2.4.3. Приленска област – обхваща част от средното и цялото долно течение на река Лена.
3. Източен и Южен Сибир
3.1. Алтай и Саяни – заемат високите нагънато-блокови и нагънати планини Алтай и Саяни, характеризиращи се с дълбоко ерозионно разчленение и умереноконтинентален климат.
3.1.1. Кузнецко-Минусинска област – заема ниската планина Кузнецки Алатау и Минусинската котловина.
3.1.2. Саяни – обхваща планините на Западните и Източните Саяни.
3.1.3. Алтай – обхваща планините Алтай и Монголски Алтай.
3.2. Прибайкалие и Забайкалие – заема обширни територии в Югоизточен Сибир, като включва множество средновисоки блоково-нагънати планини, а климатът е рязкоконтинентален.
3.2.1. Витимско-Алданска планинска земя – обхваща Витимската и Алданската планински земи.
3.2.2. Байкало-Станова планинска земя – обхваща района на езерото Байкал и Становата планинска земя.
3.2.3. Витимско плато – заема обширното Витимско плато.
3.2.4. Забайкалско средногорие – обхваща районите между езерото Байкал на запад и река Аргун на изток.
3.3. Централна Якутия – заема централните части на Якутия. Преобладават акумулативните равнини, а климатът е рязкоконтинентален, предимно засушлив.
3.3.1. Централноякутска низина – заема северната равнинна част на сектора.
3.3.2. Лено-Алданско плато – заема южната по-висока част на сектора.
3.4. Североизточен Сибир – заема източните части на Якутия. Релефът се характеризира с редуване на средновисоки планини и равнини и рязкоконтинентален климат.
3.4.1. Яно-Колимска област – обхваща силно заблатените Яно-Индигирска и Колимска низини.
3.4.2. Долноленска низина – заема най-долното течение на река Лена.
3.4.3. Верхоянски планини
3.4.4. Централни планини на Североизточен Сибир – заема планините източно от Верхоянските планини в източната част на Якутия и в западната част на Магаданска област.
3.4.5. Охотско-Чаунска област – обхваща крайните югоизточни части на Якутия и крайните северни части на Хабаровски край и включва планините Сунтар-Хаята и др.
4. Далечен Изток
4.1. Далечен Североизток – заема крайния североизток на Русия и е съчетание от средновисоки планини и равнини с остатъци от древен вулканизъм. Климатът е субарктичен.
4.1.1. Чукотско-Магаданска област – обхваща голяма част от територията на Магаданска област, в т.ч. и полуостров Чукотка.
4.1.2. Анадиро-Пенжинска област – обширни равнини, простиращи се около долните течения на реките Анадир и Пенжина.
4.1.3. Корякска област – заема територията на Корякската планинска земя.
4.2. Камчатско-Курилски сектор – простира се на териториите на полуостров Камчатка и Курилските острови. Има съвременен вулканизъм и океански климат.
4.2.1. Западна Камчатка – заема западната, преобладаващо равнинна част на полуостров Камчатка.
4.2.2. Източна Камчатка – заема източната, преобладаващо планинска част на полуостров Камчатка.
4.2.3. Курилски острови
4.3. Приамурско-Корейски сектор – заема Приамурието и Приморския край на Русия, Северна и Източна Манджурия на Китай и целия Корейски полуостров. Представлява съчетание от средновисоки планини и равнини с умерен климат.
4.3.1. Приамурско-Охотска област – обхваща района на долното течение на река Амур и остров Сахалин.
4.3.1.1. Приамурие – заема района на долното течение на река Амур.
4.3.1.2. Остров Сахалин
4.3.2. Зейско-Бурейнска област – заема водосборните басейни на реките Зея и Бурея (леви притоци на Амур)
4.3.3. Амуро-Усурийска област – заема Амурско-Зейската равнина и долината на река Усури (ляв приток на Амур).
4.3.4. Сихоте Алин – обхваща планината Сихоте Алин в Приморския край на Русия.
4.3.5. Сунляо-Хинганска област – простира се в северната и източната на Манджурия в Китай.
4.3.5.1. Голям и Малък Хинган – простира се в северната част на Манджурия, като обхваща планините Голям и Малък Хинган.
4.3.5.2. Сунляо – обширна акумулативна равнина простираща се покрай долното течение на река Сунгари (десен приток на Амур).
4.3.5.3. Планини Ляоси – простират се в източната част на Манджурия.
4.3.6. Корейска област – заема целия Корейски полуостров и Манджуро-Корейските планини.
4.3.6.1. Манджуро-Корейски планини – издигат се в югоизточната част на Манджурия в Китай и в КНДР.
4.3.6.2. Корейски полуостров – заема южната част на полуострова, на територията на Южна Корея.
4.4. Източен Китай – заема източните части на Китай и представлява съчетание от средновисоки планини и равнини и има субтропичен, мусонен климат.
4.4.1. Велики равнини и ниски планини на север – заема териториите на Голямата Китайска равнина, Полуостров Шандун и планината Тайханшан
4.4.1.1. Голяма Китайска равнина
4.4.1.2. Полуостров Шандун
4.4.1.3. Планина Тайханшан
4.4.2. Цинлин и Централен планински пояс – обхваща простиращата се по паралела средновисока планина Цинлин.
4.4.3. Планински юг – обхваща планините в Южен Китай.
4.4.3.1. Съчуанска котловина
4.4.3.2. Южнокитайски планини
4.4.3.3. Гуейджоуска и Юннанска планинска земя
4.4.4. Приморие и остров Тайван – обхваща югоизточното крайбрежие на Китай и остров Тайван.
4.5. Японски острови – дълга островна дъга с обособено положение. Има съвременен вулканизъм, дълбоко тектонско разчленение и океански климат.
4.5.1. Големи Японски острови – обхваща четирите големи японски острови: Хокайдо, Хоншу, Шикоку и Кюшу.
4.5.1.1. Севернояпонска подобласт – заема остров Хокайдо.
4.5.1.2. Централнояпонска подобласт – заема островите Хоншу и Шикоку.
4.5.1.3. Южнояпонска подобласт – заема остров Кюшу.
4.5.2. Острови Рюкю
5. Средна и Централна Азия
5.1. Прикаспийски и Турански сектор – обхваща обширните равнини, пустинни и полупустинни пространства на Прикаспийската и Туранска низини и се характеризира със сух климат, високо стоене на подпочвените води и слабо ерозионно разчленение.
5.1.1. Прикаспийска низина
5.1.2. Туранска област – обхваща Туранската низина с пресъхващото Аралско море, платото Устюрт и Прикаспийските възвишения в Югозападен Казахстан и Западен Туркменистан.
5.1.2.1. Туранска низина – в Туркменистан, Узбекистан и Казахстан.
5.1.2.2. Плато Устюрт – в Туркменистан, Узбекистан и Казахстан.
5.1.2.3. Прикаспийски възвишения – обхваща възвишенията в Югозападен Казахстан и Западен Туркменистан.
5.2. Планини в Средна и Централна Азия – заема високите планини Тяншан, Памиро-Алай и Хиндукуш. има съвременно заледяване, сезонно сух климат и дълбоко ерозионно разчленение.
5.2.1. Тяншан – в Узбекистан, Казахстан, Киргизстан и Китай
5.2.2. Памиро-Алай – в Узбекистан, Киргизстан, Тяджикистан и Китай.
5.2.3. Хиндукуш – в Афганистан и Пакистан.
5.3. Райони в Централна Азия – обхваща пустинните райони на Гоби, Алашан, Джунгария и Таримската котловина, Котловината на Големите езера, Льосовото плато и високите, подложени на физическо изветряне и дефлация планини Алашан и Бейшан. Повеччето от реките са с епизодичен отток.
5.3.1. Източни райони – обхваща пустините Гоби и Алашан, планината Алашан и Льосовото плато.
5.3.1.1. Пустиня Гоби – в Китай и Монголия.
5.3.1.2. Планина Алашан – в Китай.
5.3.1.3. Льосово плато – в Китай.
5.3.2. Област на междупланински котловини – обхваща Котловината на Големите езера, историко-географската област Джунгария и Таримската котловина.
5.3.2.1. Котловина на Големите езера – в западната част на Монголия.
5.3.2.2. Джунгария – в Северозападен Китай.
5.3.2.3. Таримска котловина – в Западен Китай.
5.3.3. Бейшан – планина в Западен Китай.
5.4. Тибетска планинска земя – висока планинска земя с чести и резки колебания на височината и експозицията на склоновете в Югозападен Китай, между планините Кунлун на север и Хималаите на юг. Преобладават древните акумулативни форми, подложени на физическо изветряне, а климатът е рязкоконтинентален.
5.4.1. Планинско обкръжение на Северен Тибет – заема планините Кунлун, Каракорум и Наншан и котловината Цайдам.
5.4.1.1. Каракорум и Западен Кунлун – в Западен Китай, Пакистан и индия.
5.4.1.2. Западен Наншан и Източен Кунлун – в Западен Китай.
5.4.1.3. Източен Наншан – в Западен Китай.
5.4.1.4. Цайдам – в Западен Китай.
5.4.2. Западен Тибет
5.4.3. Източен Тибет
5.4.3.1. Североизточен Тибет
5.4.3.2. Югоизточен Тибет
5.4.4. Южен Тибет
6. Предноазиатски планински земи
6.1. Иранска планинска земя – обхваща обширни територии в Иран, Афганистан, Пакистан и Туркменистан. Представлява съчетание от средновисоки планини, плата и котловини. Климатът е сух и преобладава храстовата растителност.
6.1.1. Планина Елбурс – в северозападната част на Иран.
6.1.2. Северноирански крайни планини – обхваща Туркмено-Хорасанските планини, в т.ч. планините Копетдаг и Нишапурски в Иран, Туркменистан и Афганистан.
6.1.3. Централноиранска планинска земя – обхваща планините Кайен, Кухруд и др. в Централен и Източен Иран.
6.1.4. Южни и Източни крайни планини – обхваща планините Загрос, Серхед, Мекранските, Сюлеймановите и Средноафганските – в Източен, Югозападен и Южен Иран, Афганистан и Пакистан.
6.1.4.1. Загрос – в Югоападен Иран.
6.1.4.2. Южни крайни планини – заема Мекранските планини в Южен и Югоизточен Иран.
6.1.4.3. Източни крайни планини – заема планините Серхед, Сюлеймановите и Средноафганските в Източен Иран, Афганистан и Пакистан.
6.2. Арменска планинска земя – простира се на териториите на Турция, Армения, Азербайджан, Северозападен Иран и Северен Ирак. Представлява средновисока планинска земя с древен вулканизам и съвременно дълбоко ерозионно разчленение. Климатът е сезонно засушлив с планински храстово-лесо-степен средиземноморски ландшафт в субтропичния пояс.
7. Южна Азия
7.1. Хималаи – много висока планина с алпо-хималайска геосинклинална структура, със съвременно заледяване и дълбоко ерозионно разчленение. Простират се на териториите на Китай, Индия, Непал и Бутан.
7.1.1. Западни Хималаи – в индия, Китай и Непал.
7.1.2. Източни Хималаи – в Непал, Китай, Бутан и Индия
7.1.3. Тибетски склонове на Хималаите – в Китай.
7.2. Индо-Гангска низина – обширна акумулативна равнина простираща се на териториите на Пакистан, Индия, Непал и Бангладеш.
7.2.1. Низина на река Инд – в Пакистан и Индия.
7.2.1.1. Пенджаб – в Пакистан и Индия.
7.2.1.2. Пустиня Тар – в Пакистан и Индия.
7.2.1.3. Синд – обхваща делтата на река Инд в Пакистан.
7.2.1.4. Къч – засолена полупустинна област в Западна Индия.
7.2.2. Низина на река Ганг – простира се на териториите на Индия, Бангладеш и Непал.
7.2.2.1. Среден Ганг – в Индия и Непал.
7.2.2.2. Долен Ганг – в Индия и Бангладеш.
7.2.2.3. Бенгалия и долината Асам – в Индия и Бангладеш.
7.2.2.4. Сундарбан – обхваща общата делта на реките Ганг и Брахмапутра.
7.3. Полуостров Индостан – заема централните и южни части на Индия и остров Шри Ланка. Представлява средновисоко цокълно плато и обхваща Индостанския щит. Климатът е мусонен и е със съвременно гъсто ерозионно разчленение.
7.3.1. Северен Индостран – заема централните нископланински и хълмисти части на Индия.
7.3.1.1. Аравали и Катхиявар – ниски възвишения в западната част на Индия.
7.3.1.2. Плато Малва – в Централна индия.
7.3.1.3. Плато Чхота-Нагпур – в Източна Индия.
7.3.2. Западни Гхати и Малабарско крайбрежие – простират се покрай западния бряг на Индия.
7.3.3. Декан – заема централните и южни части на полуостров Индостан.
7.3.3.1. Плато Декан – заема централните части на полуостров Индостан.
7.3.3.2. Източни Гхати и Короманделско крайбрежие – простират се покрай източния бряг на Индия.
7.3.3.3. Плато Майсур – заема южните части на полуостров Индостан.
7.3.4. Остров Шри Ланка
7.3.4.1. Северна Шри Ланка
7.3.4.2. Южна Шри Ланка
8. Югоизточна Азия
8.1. Полуостров Индокитай – съчетание от средновисоки планини и равнини, мусонен климат и преобладаване на дървесна растителност.
8.1.1. Планински запад – обхваща планините Анамски и Аракан Йома в Индия, Мианмар и Бангладеш.
8.1.2. Иравадийска равнина – обхваща средното и долното течение на река Иравади.
8.1.2.1. Централноиравадска подобласт – обхваща средното течение на река Иравади.
8.1.2.2. Долноиравадска подобласт – обхваща долното течение на река Иравади.
8.1.3. Централни планини – обхваща части от Юннанска планинска земя, цялата Шанска планинска земя и планините по границата между Мианмар и Тайланд.
8.1.3.1. Шанско-Юннански планини – обхваща части от Юннанска планинска земя, цялата Шанска планинска земя.
8.1.3.2. Тенасерим – обхваща планините по границата между Мианмар и Тайланд.
8.1.4. Източен Индокитай – заема териториите на Виетнам, Лаос и източните части от Камбоджа.
8.1.5. Централни равнини – заема части от Тайланд и Камбоджа и най-южните райони на Виетнам.
8.1.5.1. Плато Корат – в Източен Тайланд.
8.1.5.2. Райони на реките Меконг и Менам-Чао Прая – заема Камбоджанската равнина в Камбоджа и Южен Виетнам и низината на река Менам-Чао Прая в Тайланд.
8.2. Малайско-Филипински сектор – обхваща Малайския и Филипинския архипелази, които са с обособено разположение, с ниски и средновисоки планини с действащи вулкани.
8.2.1. Филипинска област – заема Филипинския архипелаг
8.2.2. Централномалайска област – заема района на Големите Зондски острови
8.2.2.1. Западна подобласт – обхваща остров Суматра и околните малки острови.
8.2.2.2. Централна подобласт – обхваща островите Борнео и Ява
8.2.2.3. Източна подобласт – обхваща остров Сулавеси
8.2.3. Малки Зондски острови
8.2.4. Полуостров Малака
9. Арабия – Мала Азия – Кавказки регион
9.1. Арабско-Месопотамски регион – обхваща Арабския и Синайския полуострови и низината на Месопотамия. Преобладават пустинните и полупустинните равнини с тропичен, сух климат.
9.1.1. Арабия – обхваща Арабския и Синайския полуострови.
9.1.1.1. Сирийска пустиня – в Сирия, Ирак, Йордания и Саудитска Арабия.
9.1.1.2. Пустини Руб ал-Хали и Нефуд – в централната и югоизточната част на Арабския полуостров.
9.1.1.3. Западноарабско плато – заема планините в западната част на Арабския полуостров.
9.1.1.4. Централноарабска подобласт – заема пустините в централната част на Арабския полуостров.
9.1.1.5. Планини в Оман – заема планините в югоизточните части на Арабския полуостров.
9.1.1.6. Йемен – Хадрамаут – заема планините в югозападната и южната част на Арабския полуостров.
9.1.2. Месопотамия – в Ирак и Югоизточна Турция.
9.1.2.1. Северна Месопотамия – в Ирак и Югоизточна Турция.
9.1.2.2. Южна Месопотамия – в Ирак.
9.2. Мала Азия – заема почти цялата територия на Турция. Преобладават средновисоките вътрешни плата и окрайни планини с дълбоко тектонско разчленение. Климатът е средиземноморски.
9.2.1. Понтийски планини – в северната част на Турция
9.2.2. Егейски Анадол – обхваща западното и южно крайбрежие на Мала Азия
9.2.3. Анадол – заема централните части на Турция.
9.2.4. Тавър – заема южните райони на Турция
9.2.5. Левант – обхваща източното крайбрежие на Средиземно море.
9.3. Кавказки регион – обхваща Кавказките планини и равнините северно от тях, образувани по време на алпийската нагъвателна фаза със следи от плейстоценско заледяване и средиземноморски климат.
9.3.1. Голям Кавказ – в Русия, Грузия и Азербайджан.
9.3.2. Рионска низина – в западната част на Грузия.
9.3.3. Куро-Аракска низина – в Азербайджан и Източна Грузия.
9.3.4. Причерноморска низина – заема средното и долно течение на река Кубан.
9.3.5. Ставрополско възвишение